# Средњоатлантски гребен
Средњоатлантски гребен обухвата уску зону меридијанског правца пружања која иде средином Атлантског океана. У северном делу се налази вулканско острво Исланд. На Исланду има 22 активна вулкана од којих су најпознатији Хекла (1.447m) и Хванадаснукур (2.120m). У западном делу Атлантског океана, на острву Мартиник се налази вулкан Мон Пеле (1.350m). У басену Атлантског океана вулкани се јављају и на Азорским острвима где је активан подморски вулкан Фајал.
Средњоатлантски гребен је средњеокеански гребен, дивергентна или конструктивна граница плоче смештена уз дно Атлантског океана и део најдужег планинског ланца на свету. У северном Атлантику одваја Северноамеричку од Евроазијске плоче и Афричке плоче, северно и јужно од Тројног чвора Азори. У јужном Атлантику раздваја афричку и јужноамеричку плочу. Гребен се протеже од споја с Гребеном Гакел (Средњеарктички гребен) североисточно од Гренланда према југу до тројног чвора Боувет у јужном Атлантику. Иако је Средњеатлантски гребен углавном подводно обележје, његови делови имају узвишења која се уздижу изнад нивоа мора, на пример на Исланду. Гребен има просечну брзину ширења од око 2,5 цм годишње.

## Откриће
Постојање гребена испод северног Атлантског океана први је претпоставио Матју Фонтејн Мори 1853. године, на темељу сондирања које је извео УСС Долфин. Постојање гребена и његово продужење у јужни Атлантик потврђено је током експедиције ХМС Челинџера 1872. Тим научника на броду, предвођен Чарлсом Вајвилом Томсоном, открио је велику подводну планину усред Атлантика истражујући будуће место за трансатлантски телеграфски кабал. Постојање таквог гребена потврђено је сонаром 1925. године, а немачка експедиција Метеор доказала је протезање гребена око Игленског рта даље у Индијски океан.
Педесетих година 20. века, мапирање морског дна које су извели Брус Хизен, Морис Јуинг, Мари Тарп и други, показало је да Средњоатлантски гребен има необичну батиметрију долина и гребена, с тим да је његова средишња долина била сеизмолошки активна и епицентар многих потреса. Јуинг, Хизен и Тарп открили су да је гребен део 40 000 km дугог, практично континуираног система средњоокеанских гребена на днима свих земаљских океана. Откриће овог светског система гребена довело је до теорије ширења морског дна и општег прихватања Вегенерове теорије помицања континената и ширења у модификованом облику тектонике плоча. Гребен је пресудан за распад хипотетичног суперконтинента Пангеа који је започео пре око 180 милиона година.

## Значајне особине
Средњоатлантски гребен укључује дубоку долину раседа која се протеже дуж осе гребена готово целом дужином. Ова пукотина означава стварну границу између суседних тектонских плоча, где се магма из плашта уздиже до морског дна, еруптирајући као лава и стварајући нову оцеанску кору за тектонске плоче.
У близини екватора, Средњоатлантски гребен подељен је на Северноатлантски гребен и Јужноатлантски гребен ровом Романш, уским подморским ровом максималне дубине 7,758 m, једним од најдубљих места Атлантског океана. Тај се ров, међутим, не сматра границом између Северне и Јужноамеричке плоче, нити Евроазијске и Афричке плоче.

## Острва
Острва на или у близини Средњоатлантског гребена, од севера према југу, са својим највишим врховима и положајем, су:
Северна хемисфера (северноатлантски гребен):
1. Јан Мајен (Беренберг, 2277 метра (на 71° 06′ N 08° 12′ W / 71.100° С; 8.200° З)), у Арктичком океану
2. Исланд (Хванадалшнукур код Ватнајекидл, 2109,6 метра) (на 64° 01′ N 16° 41′ W / 64.017° С; 16.683° З), којим пролази гребен
3. Азори (Понта до Пико или Пико Алто, на острву Пико, 2351 метар (на 38° 28′ 0″ N 28° 24′ 0″ W / 38.46667° С; 28.40000° З)
4. Стене Светог Петра и Павла (Југозападна стена, 22,5 метара, на 00° 55′ 08″ N 29° 20′ 35″ W / 0.91889° С; 29.34306° З)

Južna хемисфера (južnoatlantski гребен):
1. Асенсион (Врх, Зелена планина, 859 метара, на 07° 59′ S 14° 25′ W / 7.983° Ј; 14.417° З )
2. Света Хелена (Дијанин врх, 818 метара), на 15° 57′ S 5° 41′ W / 15.950° Ј; 5.683° З )
3. Тристан да Куња (Врх краљице Марије, 2062 метра, на 37° 05′ S 12° 17′ W / 37.083° Ј; 12.283° З )
4. Острво Гоф (врх Единбург, 909 метара, на 40° 20′ S 10° 00′ W / 40.333° Ј; 10.000° З )
5. Острво Буве (Олавтопен, 780 метара, на 54° 24′ S 03° 21′ E / 54.400° Ј; 3.350° И )

### Исланд
Подморски део Средњоатлантског гребена близу југозападног Исланда познат је под називом Гребен Рејкјанес. Средњоатлантски гребен пролази кроз Исланд, где је гребен познат и као Неовулканска зона. На северу Исланда зона лома Тјернес повезује Исланд с гребеном Колбејнси.

## Геологија
Гребен се налази на врху геолошког својства познатог као Средњоатлантски успон, које је прогресивна избочина која пролази целом дужином Атлантског океана, с тим да се гребен налази на највишој тачки овог линеарног избочења. Сматра се да је ово избочење узроковано конвективним силама према горе у астеносфери која потискује океанску кору и литосферу. Та је дивергентна граница прво формирана у тријасу, када је низ трокраких тектонских ровова срастао на Суперконтинент Пангеа и тако формирао гребен. Обично само два крака било којег трокраког тектонског рова постану део дивергентне границе плоче. Пропали кракови називају се авлакогени, а аулакогени Средњоатлантског гребена на крају су постали многи од великих речних долина виђених уз Америку и Африку (укључујући реке Мисисипи, Амазон и Нигер). Базен Фанди на атлантској обали Северне Америке између Њу Брансвика и Нове Шкотске у Канади доказ је прастарог средњоатлантског гребена.